# Christus Victor
Christus Victor es un libro de Gustaf Aulén publicado en inglés en 1931, que presenta un estudio de teorías de la expiación en el cristianismo. El título original en sueco es Den kristna försoningstanken ("La idea cristiana de la expiación") publicado en 1930. Aulén reinterpretó la clásica teoría del rescate de la expiación, que dice que la muerte de Cristo es un rescate a los poderes del mal, que habían mantenido a la humanidad bajo su dominio.  Es un modelo de la expiación que se remonta a los Padres de la Iglesia, y fue la teoría dominante de la expiación durante mil años, hasta que Anselmo de Canterbury la suplantó en Occidente con su teoría de la satisfacción de la expiación.
Aulén interpretó la teoría del rescate como una "victoria sobre los poderes que mantienen a la humanidad esclavizada: el pecado, la muerte y el diablo". Según Pugh, "desde la época [de Aulén], llamamos a estas ideas patrísticas la forma Christus Victor de ver la cruz". A veces se conoce como la teoría del anzuelo de la expiación, ya que Padres de la Iglesia como Cirilo de Alejandría y Gregorio de Nisa imaginaron a Cristo como cebo en un anzuelo, atrayendo a Satanás para que mordiera el anzuelo y se destruyera a sí mismo. 